# Кабдикаримова, Нурбакыт
Нурбакыт Кабдикаримова, другой вариант фамилии — Кабдыкаримова (каз. Нұрбақыт Қабдыкәрімова, 3 ноября 1948, аул Акжол, Каркалинский район, Казахская ССР, СССР — 17 апреля 2020, там же) — советская казахская трактористка, Герой Социалистического Труда (1982). Член КПСС с 1977 года, член ЦРК КПСС с 1986. Депутат Совета Союза Верховного Совета СССР 11 созыва (1984—1989) от Карагандинской области. Депутат Верховного Совета Казахской ССР 9-го созыва.

## Биография
Родилась в 1948 году в ауле Акжол. Когда Нурбакыт была ещё школьницей, семья потеряла отца.
После окончания школы девушка работала помощницей чабана, а затем поступила на курсы механизаторов. После окончания ПТУ ей доверили сначала трактор МТЗ-50, а потом и мощные Т-40, К-700. Много лет работала в совхозе «Первомайский».
За достижение высоких результатов и трудовой героизм, проявленный в выполнении планов и социалистических обязательств по увеличению производства и продажи государству зерна и других сельскохозяйственных продуктов в 1981 году удостоена звания Героя Социалистического Труда указом Президиума Верховного Совета СССР от 22 февраля 1982 года с вручением ордена Ленина и золотой медали «Серп и Молот».
В 2002 году ей присвоили звание «Почётный гражданин Каркаралинского района».
После выхода на пенсию проживала в посёлке Акжол.
Скончалась в 2020 году.

## Награды
- Медаль «50 лет Целине» (2004)
- Герой Социалистического Труда (1982)
- Орден Ленина (1982)
- Орден Ленина (1972)
- Медаль «В ознаменование 100-летия со дня рождения Владимира Ильича Ленина» (1970)